# Benetton Treviso
Pallacanestro Treviso – włoski zawodowy klub koszykarski z siedzibą w Treviso. Obecna nazwa klubu – Benetton Treviso – pochodzi od marki sponsora, firmy odzieżowej Benetton Group.

## Historia
Klub został założony w 1954 roku, a niecałe 30 lat później, w 1982 roku, włoska firma odzieżowa – Benetton Group – wykupiła udziały klubu i została głównym sponsorem. Klub wciąż jednak nazywa się AP Treviso, by w 1991 roku zmienić nazwę na Pallacanestro Treviso. Od tego momentu klub z Treviso rozpoczął swoją poważną walkę na włoskich i europejskich parkietach.

## Sukcesy
- Mistrzostwo Włoch (5)
  - 1992, 1997, 2002, 2003 i 2006

- Puchar Włoch (8)
  - 1993, 1994, 1995, 2000, 2003, 2004, 2005 i 2007

- Superpuchar Włoch (4)
  - 1997, 2001, 2002 i 2006

- Puchar Saporty (2)
  - 1995 i 1999

### Skład w Pucharze Saporty 1994-95
Kenneth Barlow
Paolo Casonato
Denis Marconato
Federico Peruzzo
Andrea Gracis
Massimo Iacopini
Riccardo Pittis
Orlando Woolridge
Maurizio Ragazzi
Petar Naumoski
Alberto Vianini
Riccardo Esposito
Stefano Rusconi
trener Mike D’Antoni

### Skład w Pucharze Saporty 1998-99
Matteo Maestrello
Oliver Narr
Marcelo Nicola
Tomas Prats
Glenn Sekunda
Denis Marconato
Riccardo Pittis
Davide Bonora
Željko Rebrača
Joseph di Spalatro
Henry James
Casey Schmidt
trener Željko Obradović